# Jozef Urblík (1970)
Jozef Urblík (* 3. ledna 1970) je bývalý slovenský fotbalista, útočník. Jeho syn Jozef Urblík nastoupil také v české lize. V roce 2012 byl výkonným ředitelem FK Pohronie.

## Fotbalová kariéra
V české lize hrál za SK Hradec Králové. Nastoupil v 11 ligových utkáních. Gól v české lize nedal. Ve slovenské nejvyšší soutěži hrál za BSC JAS Bardejov a MFK Baník Prievidza.

## Ligová bilance
| Ročník                              | Zápasy | Góly | Klub                |
| ----------------------------------- | ------ | ---- | ------------------- |
| 1. slovenská fotbalová liga 1994/95 | -      | 11   | BSC JAS Bardejov    |
| 1. česká fotbalová liga 1996/97     | 10     | 0    | SK Hradec Králové   |
| Gambrinus liga 1997/98              | 1      | 0    | SK Hradec Králové   |
| Mars superliga 1999/00              | -      | 9    | MFK Baník Prievidza |
| CELKEM 1. česká liga                | 11     | 0    |                     |